# Mitsumi
Mitsumi (Electric Co., Ltd. (ミツミ電機株式会社) est un fabricant japonais de composants électroniques.

## Histoire
La société a été fondée en 1954.
En décembre 2015, Minebea annonce son intention d'acquérir Mitsumi Electric.

## Activité
Elle produit notamment des contrôleurs pour des consoles de jeu Nintendo, PlayStation ou Xbox.

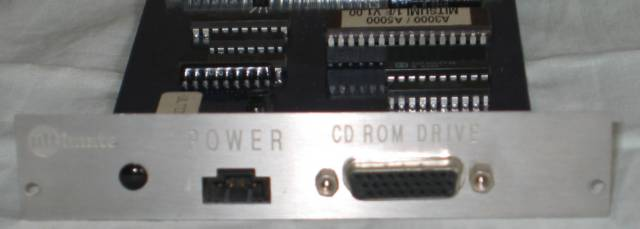
Carte d'interface produite par Mitsumi.